# Ida Hulkko
Ida Hulkko (* 12. Dezember 1998 in Mikkeli) ist eine finnische Schwimmerin.

## Karriere
2017 erreichte Hulkko an den finnischen Meisterschaften den ersten Platz. An den Kurzbahneuropameisterschaften 2017 nahm sie erfolglos teil.
An den Kurzbahnweltmeisterschaften 2018 belegte Hulkko den achten Platz und an den Schwimmeuropameisterschaften 2018 den fünften Platz.
2019 erreichte Hulkko bei den Schwimmweltmeisterschaften den achten Platz.
2020 gewann Hulkko zweimal Gold am Schwimm-Weltcup.
2021 nahm Hulkko an den Schwimmeuropameisterschaften teil, wobei sie Silber gewann. An den Kurzbahneuropameisterschaften 2021 erreichte Hulkko lediglich den siebten Platz. Auch an den Olympischen Sommerspielen 2020 blieb ihr der Erfolg verwehrt.